# Covas da Raposa
Covas da Raposa é uma povoação da freguesia de Seiça, no Município de Ourém, Distrito de Santarém, em Portugal.
Esta localidade com 37 habitantes, a data de 2012, teve a sua fundação por volta dos finais do século XIX.
Este local habitado tem como código postal 2435-548 e como coordenadas geográficas de latitude 39.684960 e de longitude -8.538678  e encontra-se nas proximidades de Sobrais e de Cristóvãos.